# Aphonomorphus lividus
Aphonomorphus lividus is een rechtvleugelig insect uit de familie krekels (Gryllidae). De wetenschappelijke naam van deze soort is voor het eerst geldig gepubliceerd in 1838 door Burmeister.